# Парламентські вибори в Сан-Марино 1951
Парламентські вибори в Сан-Марино проходили 16 вересня 1951 року. Християнсько-демократична партія отримала 26 місць і стала найбільшою партією Генеральної ради Сан-Марино.

## Результати
| Партія                                  | Голоси | %    | Місць | +/–  |
| --------------------------------------- | ------ | ---- | ----- | ---- |
| Християнсько-демократична партія        | 1 917  | 43,0 | 26    | +1   |
| Комуністична партія                     | 1 305  | 29,3 | 18    | –    |
| Соціалістична партія                    | 985    | 22,1 | 13    | -22  |
| Патріотична незалежна трудова асоціація | 248    | 5,6  | 3     | нова |
| Недійсних/порожніх бюлетенів            | 112    | –    | –     | –    |
| Всього                                  | 4 567  | 100  | 60    | 0    |
| Зареєстрованих виборців/ Явка           | 7 301  | 62,6 | –     | –    |
| Джерело: Nohlen & Stöver                |        |      |       |      |